# Hrgovi Donji
Hrgovi Donji (serbisch-kyrillisch Хргови Доњи) ist ein Ort in der Gemeinde Gradačac, Bosnien und Herzegowina.

## Bevölkerung
| Zusammensetzung der Einwohner in Hrgovi Donji | Zusammensetzung der Einwohner in Hrgovi Donji | Zusammensetzung der Einwohner in Hrgovi Donji | Zusammensetzung der Einwohner in Hrgovi Donji | Zusammensetzung der Einwohner in Hrgovi Donji |
| --------------------------------------------- | --------------------------------------------- | --------------------------------------------- | --------------------------------------------- | --------------------------------------------- |
|                                               | 2013                                          | 1991                                          | 1981                                          | 1971                                          |
| Einwohner                                     | 448 (100,0 %)                                 | 671 (100,0 %)                                 | 775 (100,0 %)                                 | 796 (100,0 %)                                 |
| Kroaten                                       | –                                             | 642 (95,68 %)                                 | 748 (96,52 %)                                 | 777 (97,61 %)                                 |
| Andere                                        | –                                             | 14 (2,086 %)                                  | 2 (0,258 %)                                   | 2 (0,251 %)                                   |
| Jugoslawen                                    | –                                             | 8 (1,192 %)                                   | 8 (1,032 %)                                   | 2 (0,251 %)                                   |
| Serben                                        | –                                             | 6 (0,894 %)                                   | 13 (1,677 %)                                  | 7 (0,879 %)                                   |
| Bosniaken                                     | –                                             | 1 (0,149 %)                                   | 4 (0,516 %)                                   | 8 (1,005 %)                                   |